# Casa del Deán

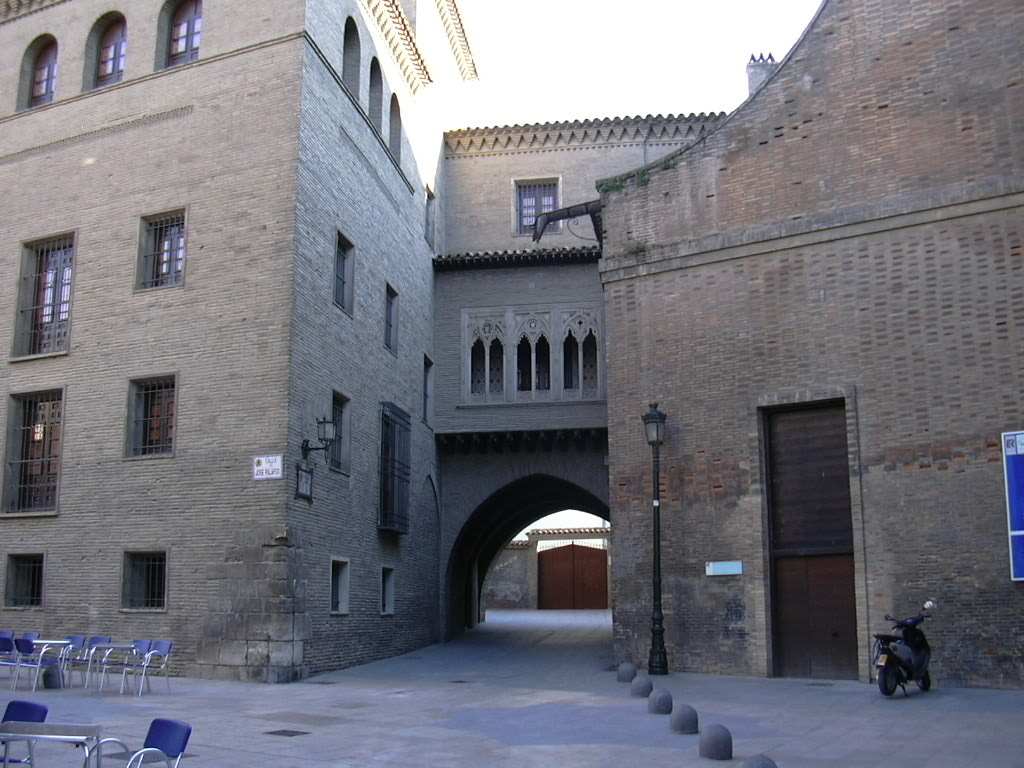
Arco y Casa del Deán.

La Casa del Deán es un edificio formado por dos bloques de habitación —uno de ellos anexo a la Catedral o Seo de Zaragoza—, unidos por un corredor sobre arco apuntado en la calle del Deán de Zaragoza y construido como residencia del prior o deán del cabildo catedralicio en el siglo XIII.
Fue reformado en el siglo XVI en estilo plateresco-mudéjar, aunque su gracioso mirador de arquillos fue pronto cubierto por decisión eclesiástica de la Catedral.
Tras la Guerra de la Independencia y los Sitios de Zaragoza de 1808, inmueble sufrió graves daños, al estar ubicado junto al Cuartel General de Palafox, con lo que tras su abandono en 1853, llegó al estado de ruina.
En 1951 se emprendió su remodelación completa, que mantuvo el espíritu del estado en que se hallaba en 1587.

## Historia
La obra gótica fue culminada en 1293. Uno de los espacios es anejo a la Catedral o Seo de Zaragoza y comunica mediante un arco con el espacio de la ampliación de la nueva casa. Inicialmente se edificó con el habitual sistema constructivo aragonés de incluir una lonja abierta en el bloque más amplio. Este fue el aspecto que mantuvo hasta la nueva reforma del siglo XVI.

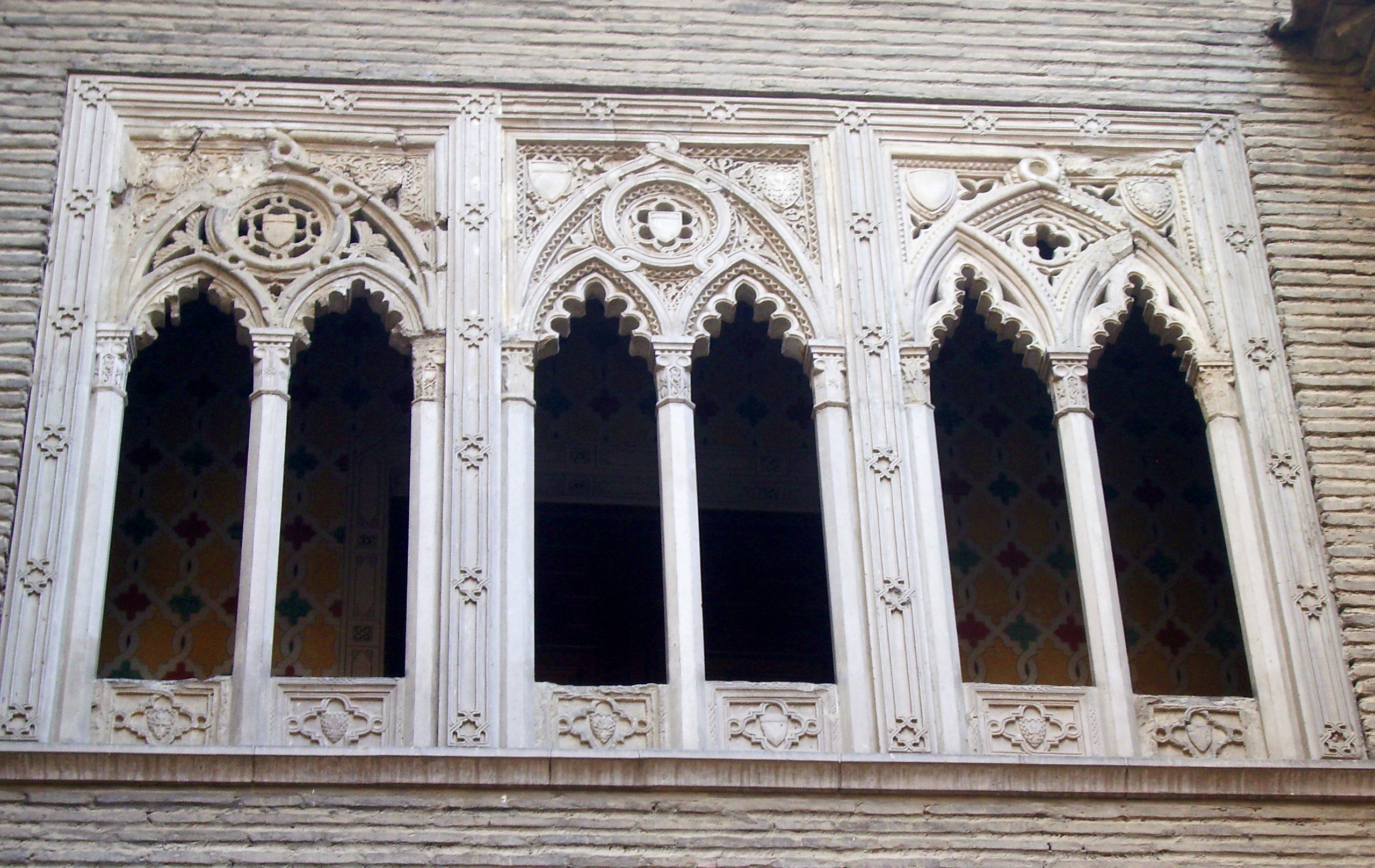
Mirador de la Casa del Deán

La casa fue reformada en profundidad entre 1585 y 1587 a cargo del prior Juan Antonio Romero. La lonja fue cerrada y en el corredor del arco se abrieron a los lados norte y sur dos miradores con amplios ventanales. Al sur, a la zona de la calle Pabostría, uno rectangular de estilo plateresco; al norte, a la plazuela de San Bruno, tres arcos ajimezados de tracería plateresco-mudéjar de mano de obra probablemente morisca. 
Poco después, al ser considerados por el cabildo demasiado expuestos a la vista, fueron cerrados y sustituidos por unos simples balcones. Sin embargo, los restos de las ventanas del costado norte, quedaron afortunadamente empotrados en sus muros, lo que permitió que mucho más tarde fueran restaurados sin perder del todo el aspecto original.
Debido a la cercanía de la Casa del Deán al Palacio del marqués de Lazán, que fue durante los Sitios de Zaragoza cuartel del general Palafox, punto de mira del fuego del ejército francés, el arco, galería y casa del prior sufrió daños muy graves. Poco más tarde, en 1853, la casa fue abandonada por su residente habitual, dado el estado de franco deterioro, y pasó a servir como almacén.
En este estado permaneció hasta que en 1951 es declarado en inminente ruina. Para rescatar este lugar, fue adquirido por la Caja de Ahorros de Zaragoza, Aragón y Rioja (hoy Ibercaja) en 1953 con la intención de restaurar tan histórico enclave.
Así, en 1958 se completó una exhaustiva reforma, llevada a cabo por Teodoro Ríos Balaguer y Teodoro Ríos Usón. Se rehízo el edificio casi de nueva planta, aunque utilizando los elementos preexistentes e incorporando otros para conseguir un convincente recuerdo del aspecto original. La actuación fue galardonada con el Trofeo Ricardo Magdalena de ese año, puesto que con ella se consolidaba el inmueble para su uso como casa-museo y residencia de visitantes ilustres, una vez acometida una reforma interior integral con elementos historicistas tomados de la arquitectura aragonesa más relevante.

## Interior

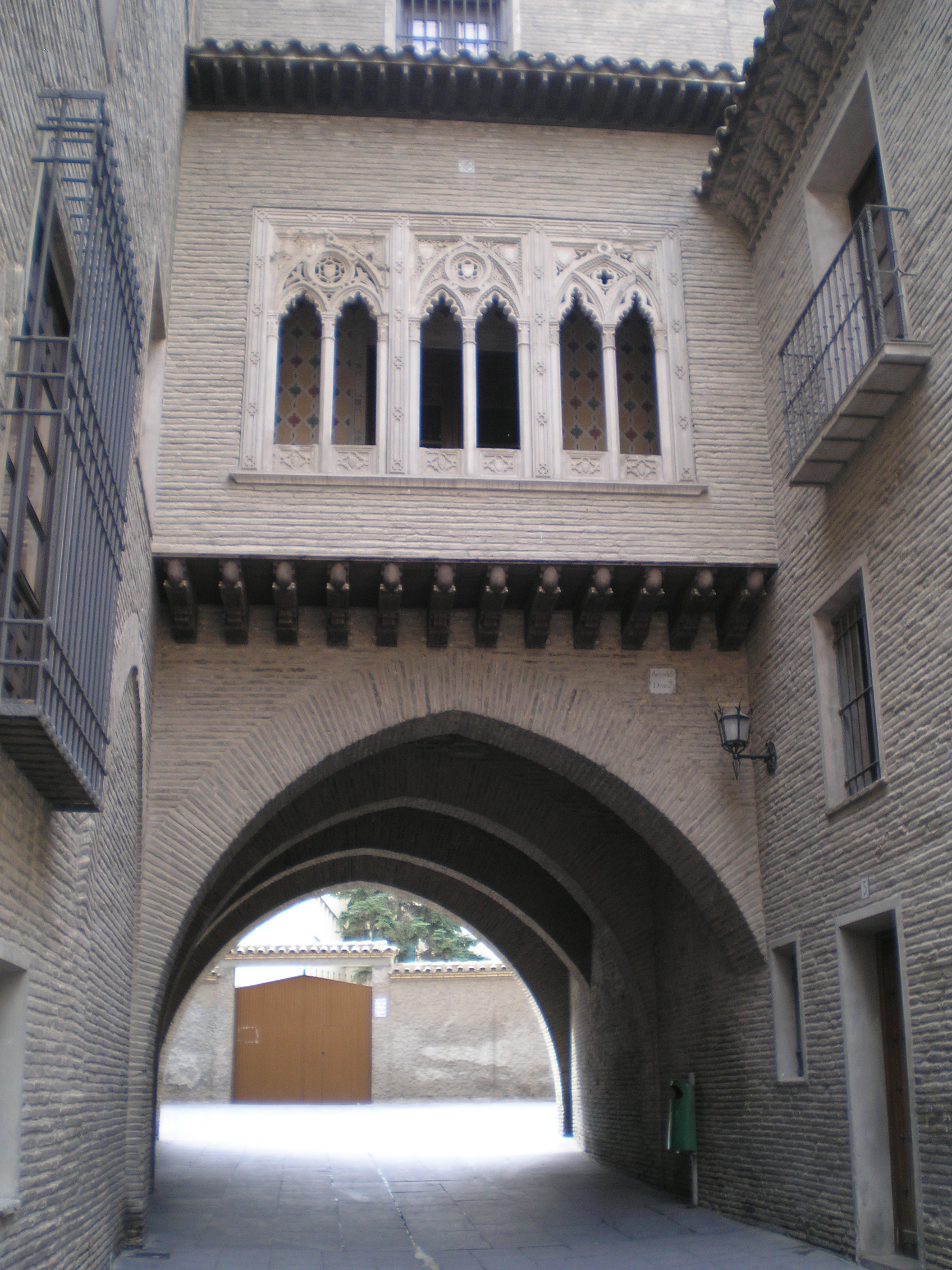
El arco con el mirador de ventanas.

En cuanto al interior, accediendo desde el número 10 de la calle homónima, alberga una colección de obras artísticas procedentes de los fondos del museo catedralicio, entre los que destacan valiosos tapices de la Seo.
El vestíbulo y el patio se cubren con techumbres que imitan los aljarfes mudéjares de Daroca y la policromía esgrafiada de la iglesia de Torralba de Ribota. Decoran las paredes tapices del siglo XVII o principios del XVIII de Aubusson (Francia). Su mobiliario consta de una mesa del siglo XV de estilo español, con decoración de grano de arroz mudéjar y el emblema de los Reyes Católicos del yugo y las flechas. Una imagen de la Virgen con el Niño Jesús y un arca con función de caja fuerte de las usadas en el comercio indiano, ambas del renacimiento, completan la estancia.
La escalera de acceso a la planta principal, también de estilo mudéjar, incorpora yeserías en su pasamanos con motivos de lacería de óculos inspirados en la iglesia de Cervera de la Cañada. A los lados se ven armaduras italo-españolas del Siglo de Oro y dos ejemplares de corazas japonesas, una roja del siglo XVIII y otra negra, del XIX. Ocho paños de tapicería, con motivos tomados de Rubens, junto con dos esculturas del siglo XVI, completan la decoración de la escalera.
La galería alberga dos bargueños del siglo XVII sobre los que se colocan sendos bustos-relicario. Las paredes se decoran con loza de reflejo metálico de Manises de los siglos XVII y XVIII.
El tajuel del salón principal o Gran Salón imita el de una de las estancias del Palacio de los Reyes Católicos de La Aljafería. Cinco tapices más, de la serie «Dido y Eneas», ornan sus muros. Rico mobiliario, jarrones del XVIII de porcelana de Dresde, una tabla gótica del retablo de San Sebastián y Santa Catalina, e incluso un busto de Pablo Gargallo, completan el lujoso inmueble. La antesala de esta cámara exhibe tapices de Bruselas del siglo XVI; el más antiguo de alrededor del año 1500. El resto de dependencias (Salita Luis XVI, Salón Palafox y las estancias de la tercera planta, acondicionada para huéspedes de honor) continúan acogiendo decoración de gran valor: más tapices flamencos o franceses, un políptico esmaltado de Daroca del siglo XVI, estatuas italianas renacentistas y más tablas del retablo de San Sebastián y Santa Catalina.
La tercera planta, habitable, cuenta con obras pictóricas de estilos variados y antiguo mobiliario. Se compone de sala de música, salita pompeyana, recibidor y otra sala de tapices flamencos.